# Filipe Baravilala
Filipe Baravilala (Beqa, Fiyi, 25 de noviembre de 1994) es un futbolista de Fiyi que juega en la posición de lateral izquierdo con el Navua FC de la Liga Nacional de Fútbol de Fiyi.

## Carrera

### Club
| Periodo   | Club     |
| --------- | -------- |
| 2015      | Nadi FC  |
| 2016–2023 | Suva FC  |
| 2024-     | Navua FC |

### Selección nacional
A nivel de selecciones menores jugó en los Juegos Olímpicos de Río de Janeiro 2016 y también jugó para la selección nacional de fútbol sala. Debutó con Fiji en 2018 y su primer gol internacional lo anotó el 19 de junio de 2024 en la victoria por 6-1 sobre Samoa en Suva por la Copa de las Naciones de la OFC 2024.

## Logros
- Liga Nacional de Fútbol de Fiyi (1): 2020
- Copa de Fiyi (1): 2020